# Mercedes Sampietro
Mercedes Sampietro, née le 24 janvier 1947 à Barcelone, est une actrice espagnole lauréate de deux Coquilles d'argent de la meilleure actrice et d'un Goya de la meilleure actrice. Elle fut présidente de l'Academia de las artes y las ciencias cinematográficas de España entre 2003 et 2006.
Elle est à ce jour l'une des sept actrices à avoir reçu le prix national de Cinématographie du ministère espagnol de la Culture, avec Carmen Maura, Rafaela Aparicio, María Luisa Ponte, Marisa Paredes, Maribel Verdú et Ángela Molina.

## Filmographie sélective
- 1980 : Le Crime de Cuenca de Pilar Miró - Alejandra
- 1985 : Extramuros de Miguel Picazo - sœur Ángela
- 1991 : Beltenebros de Pilar Miró
- 1995 : Les Histoires du Kronen de Montxo Armendáriz - mère de Carlos
- 1999 : Quand tu me reviendras de Gracia Querejeta - Gloria
- 1999 : Deuxième nature de Gerardo Vega - Mª Elena
- 2001 : Silence brisé de Montxo Armendáriz - Teresa
- 2002 : Lugares comunes de Adolfo Aristarain - Liliana Rovira
- 2004 : Inconscientes de Joaquín Oristrell - Sra. Mingarro
- 2005 : Reinas de Manuel Gómez Pereira - Helena
- 2005 : Nordeste de Juan Solanas - sœur Beatriz
- 2005 : Obaba, le village du lézard vert de Montxo Armendáriz - mère de Miguel
- 2006 : Salvador (Puig Antich) de Manuel Huerga - mère de Salvador
- 2018-2018 : Si je ne t'avais pas rencontrée - Dr Liz Everest

## Distinctions
- Festival international du film de Saint-Sébastien : Coquille d'argent de la meilleure actrice pour Extramuros et Lugares comunes
- Prix Goya : meilleure actrice pour Lugares comunes
- Prix Sant Jordi du cinéma : meilleure actrice pour Lugares comunes
- Unión de Actores y Actrices : meilleure actrice pour Lugares comunes
- Círculo de Escritores Cinematográficos : primée pour ses rôles dans Silence brisé et Lugares comunes